# Toda Aznárez
Toda Aznárez (Toda Pamplonska, španjolski Toda de Pamplona) bila je kraljica Pamplone. Znana je i kao Tota ili Teuda de Larraun. Bila je poznati diplomat te je dogovarala brakove svojim kćerima kako bi sklopila saveze.
Njezini su roditelji bili Aznar Sánchez de Larraún i Oneka Fortúnez, preko koje je bila unuka kraljice Aurije i kralja Fortúna Garcésa. Imala je sestru Sanču, koja se udala za kralja Jimena Garcésa.
Sama Toda je bila supruga kralja Sanča I. Pamplonskog. Njihova su djeca bila:
- Oneka Sánchez
- Sanča Sánchez
- Uraka Sánchez
- Velasquita Sánchez
- Orbita Sánchez
- García Sánchez I., kralj Pamplone